# كرايتيك يو كي
كرايتيك يو كي (بالإنجليزية: Crytek UK)‏ كانت شركة بريطانية مطورة لألعاب الفيديو، تأسست عام 1999، كانت تسمى سابقاً «فري راديكال ديزاين Free Radical Design» قبل أن تستحوذ عليها الشركة الألمانية الناشرة للألعاب كرايتيك في عام 2009 وتغير اسمها.

## الألعاب
- هيز (لعبة فيديو) (2008) لـ بلاي ستيشن 3.
- كرايسس 2 (تصميم اللعب الجماعي) (2011) لـ بلاي ستيشن 3, إكس بوكس 360, وويندوز.

## وصلات خارجية
- Official site of Crytek
- Free Radical Design، مؤرشف من الأصل في 2008-02-23: archive of the official Free Radical Design website